# Salix Pharmaceuticals
Pour les articles homonymes, voir Salix (homonymie).
Salix Pharmaceuticals est une entreprise pharmaceutique américaine. 
Salix était cotée en bourse NASDAQ sous le code SLXP. Le titre a été retiré en 2015. 

## Histoire
En novembre 2013, Salix acquiert pour 2,6 milliards de dollars, Santarus, dont 800 millions directement en liquidés et 1,35 milliard par un prêt.
En juillet 2014, Salix Pharmaceuticals va acquérir la filiale irlandaise de Cosmo Pharmaceuticals en échange de 20 % de ses actions dans le but de transférer son siège social en Irlande.
En février 2015, Valeant Pharmaceuticals acquiert Salix pour 10,1 milliards dollars. En mars 2015, Endo surenchérit avec une offre de 11 milliards de dollars.